# Dreams (videogioco)
Dreams è un videogioco di tipo sandbox sviluppato da Media Molecule e pubblicato da Sony Interactive Entertainment per PlayStation 4, la distribuzione è avvenuta nel 2019 come early access, mentre una beta pubblica è stata disponibile a fine 2018. La pubblicazione completa del videogioco è avvenuta il 14 febbraio 2020. Il gioco consiste in "gioca, crea e condividi", e permette ai giocatori di generare contenuti.

## Modalità di gioco
In Dreams, i giocatori controlleranno un "imp", un folletto, il quale permetterà di interagire con il mondo circostante (come un cursore del mouse) con la possibilità di creare personaggi e manipolare gli oggetti a proprio piacimento. I giocatori muoveranno l'imp mediante il DualShock 4 o il PlayStation Move. L'imp è personalizzabile, e i giocatori ne possono cambiare l'umore disegnando sul touchpad del controller.
I giochi di Dreams sono separati da diversi segmenti chiamati "dreams"(sogni), quest'ultimi sono connessi tra di loro mediante dei passaggi, come delle porte. Vi sono diversi puzzle ed enigmi, che devono essere risolti usando le abilità dell'imp e dei personaggi posseduti. Gli oggetti raccolti, nei sogni, dai giocatori possono essere usati per alterare e modificare lo stato del mondo del gioco.
I giocatori possono creare, nel gioco, i propri videogiochi usando oggetti personalizzati e pre-costruiti. Questi possono poi essere condivisi online con gli altri giocatori. Il che lo rende una sorta di motore grafico per la PlayStation 4.

## Sviluppo
Il gioco è stato annunciato ufficialmente nel 2015 alla conferenza di Sony Computer Entertainment, l'E3 2015. Una versione beta è stata realizzata nel 2016, ma sarà pubblicata solo a fine 2018. La distribuzione della versione completa del gioco è prevista per il 2019. In occasione dell'E3 2018, è stato presentato il trailer del gameplay.
Dreams è stato sviluppato da Media Molecule, che aveva precedentemente sviluppato giochi come LittleBigPlanet e Tearaway. Il gioco dipende in gran parte dalla comunità, poiché il direttore tecnico Alex Evans ha dichiarato che il gioco sarà "definito" dai giocatori anziché dallo sviluppatore. C'è anche una sorta di "storia", in modo da aiutare i giocatori ad adattarsi alle meccaniche di gioco e in modo da far crescere la comunità, obiettivo principale del gioco. Il team ha usato i sogni come ambientazione del gioco, in quanto ritenevano che consentisse ai giocatori di avere i propri stili e ispirava i giocatori a creare qualcosa di più artistico.
Il 30 giugno 2020 durante il "Dreamscom" Media Molecule, ha annunciato che il 22 luglio 2020 verrà implementata una modalità in realtà virtuale con l'uso del PlayStation VR che permetterà di creare e giocare livelli in realtà virtuale.
Il 22 luglio 2020 è uscito l'aggiornamento gratuito che aggiunge la possibilità di creare e giocare livelli in realtà virtuale con il PlayStation VR.
Il 12 novembre 2020 Media Molecule attraverso il suo profilo Twitter ha dichiarato che Dreams sarebbe stato compatibile con la PlayStation 5.

## Accoglienza
Il gioco è stato accolto molto bene dalla critica, secondo Everyeye.it è un vero e proprio engine per la PlayStation 4.
Il gioco è stato molto gradito anche dagli utenti che in poco tempo hanno iniziato a creare svariati progetti di alta qualità, Media Molecule ha organizzato un evento di nome "Dreamscom" che una vera e propria esposizione (simile all'E3) dove presentare i progetti migliori creati dalla community di Dreams.
| Testata                          | Giudizio |
| -------------------------------- | -------- |
| IGN Italia                       | 9/10     |
| Everyeye.it                      | 9/10     |
| Multiplayer.it                   | 8.5/10   |
| Eurogamer                        | 9/10     |
| Gamesource                       | 90/100   |
| Gamesvillage                     | 9.4/10   |
| Metacritic (media al 09-11-2020) | 89/100   |

| Data             | Premio                 | Categoria           | Risultato | Fonte  |
| ---------------- | ---------------------- | ------------------- | --------- | ------ |
| 16 Novembre 2018 | Golden Joystick Awards | Gioco più atteso    | Candidato | [ 27 ] |
| 20 Agosto 2019   | Gamescom Awards        | Gioco più originale | Vincitore | [ 28 ] |
| 20 Agosto 2019   | Gamescom Awards        | Miglior gioco PS4   | Vincitore | [ 28 ] |